# ポット・サーラシン
ポット・サーラシン（タイ語：พจน์ สารสิน, 1905年3月25日 - 2000年9月28日）は、タイ王国の政治家。1957年9月から同年12月まで首相を務めた。

## 経歴
1905年、バンコクにて米商人および地主の華人の家に生まれる。バンコク基督教学校で学んだ後、アメリカに留学しマサチューセッツ州のウィルブラハム＆モンソンアカデミーで学ぶ。その後イギリスで法律を学び、法廷弁護士資格を取得。1933年から1945年までバンコクで弁護士として活動した。
ポットはプレーク・ピブーンソンクラーム首相の友人であったため、ピブーンが一時的に失脚していた際に経済的援助を行った。その見返りとして、ピブーンが1948年に首相に返り咲くとポットは外務副大臣に任命された。翌1949年には外務大臣に就任。だが、ピブーンと対立して翌年に辞任した。その後、駐米タイ大使を務めている。
1957年、サリット・タナラットのクーデターによりピブーン政権が崩壊すると、サリットの人選によりポットが首相に就任した。その理由として、ポットがアメリカ留学経験のある外交官であり、アメリカ人と良好な関係を持っていたことがあげられる。
同年12月に選挙が行われ、ポットは首相を辞職した。その直後、SEATOの事務総長に就任している。